# Renault Kerax
Renault Kerax — крупнотоннажный грузовой автомобиль производства Renault Trucks, предназначенный для тяжёлых условий эксплуатации. Производился с 1997 по 2013 год, после чего был заменён Renault K.

## Описание модели

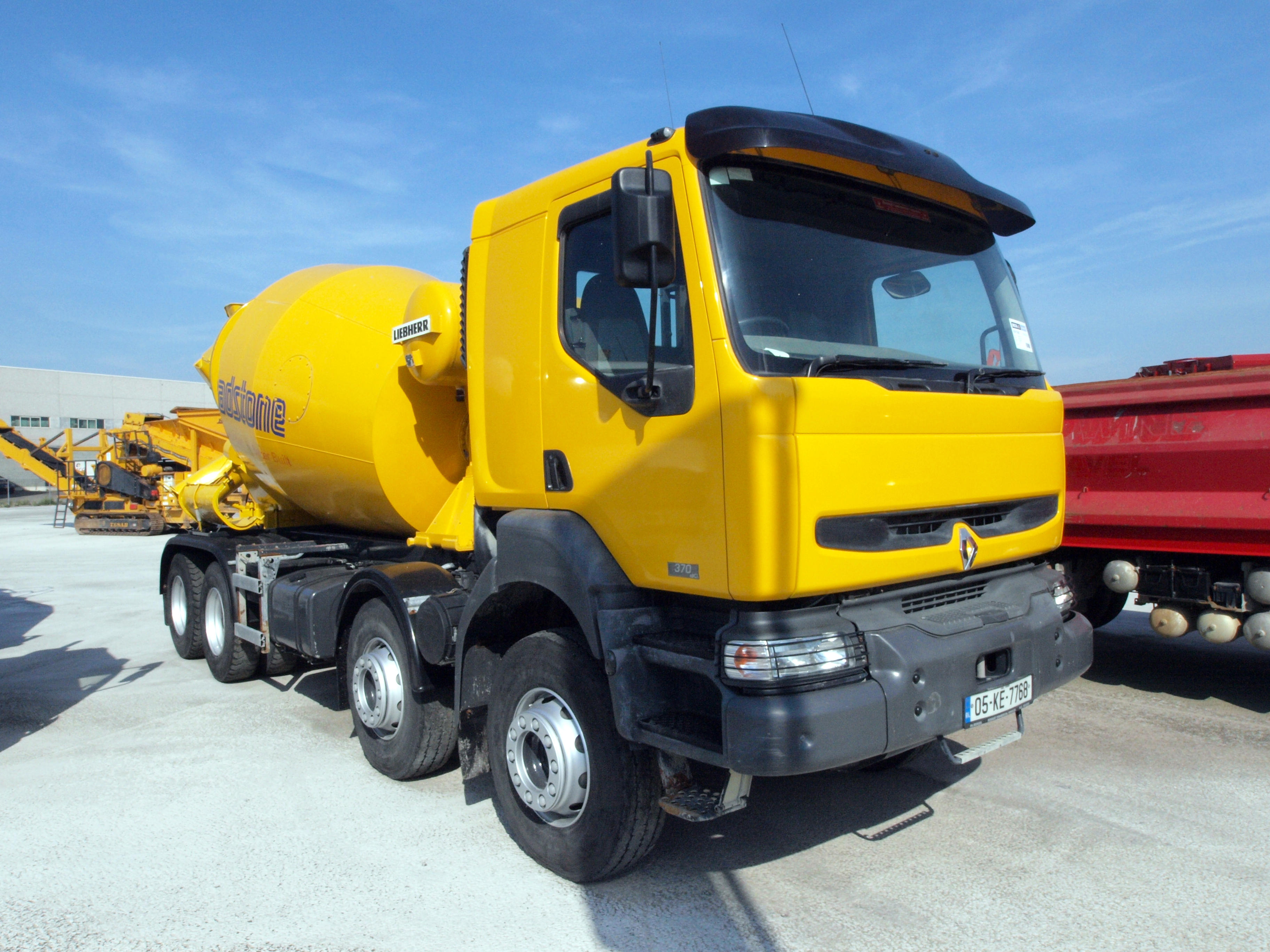
Renault Kerax 370 8*4 (1997—2006)

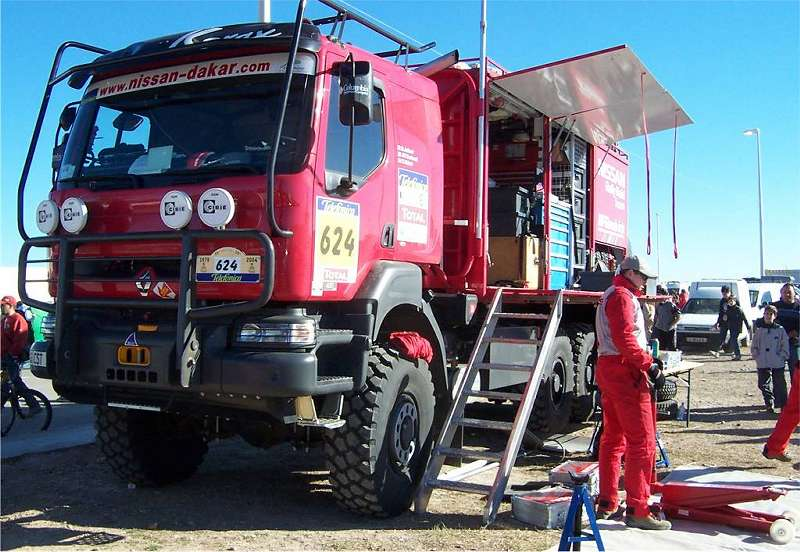
Renault Kerax для ралли «Дакар»

Шасси и самосвалы Kerax, предназначенные для тяжёлых условий эксплуатации, выпускались полной массой от 18 до 32 тонн с колёсной формулой 4×2, 4×4, 6×4, 6×6 и 8×4. В 2006 году автомобили кардинально обновились. Варианты короткой и длинной кабин использовались от семейства Midlum последнего поколения.
12 января 2016 года Кременчугский автомобильный завод сообщил о начале выпуска автомобиля КрАЗ-7133C4 8×4 под видом самосвала, который внешне похож на Renault Kerax 370. Единственным внешним отличием автомобиля от оригинала является решётка радиатора и логотип КрАЗ вместо символа Renault.

### Двигатели
- MIDR 06.20.45 9,8 л 256, 298, 338, 339 л. с. (1997—2001)
- MIDR 06.23.56 11,1 л 381, 392 л. с. (1997—2001)
- DCI11 11,1 л 265, 313, 347, 362, 412 л. с. (2001—2005)
- DXI11 10,8 л 370, 410, 450 л. с. (2005—2013)
- DXI13 12,8 л 461, 500 л. с. (2006—2013)[3]